# Quercus kelloggii
Quercus kelloggii Newb., 1857 è un albero appartenente alla famiglia Fagaceae diffuso in America settentrionale.
Originaria del Nord America occidentale, le sue foglie sono simili nell'aspetto a quelli della quercia rossa (Quercus rubra) e la quercia nera (Quercus velutina), che sono endemiche invece nella zona orientale e centrale del Nord America.